# T. Tóth Sándor

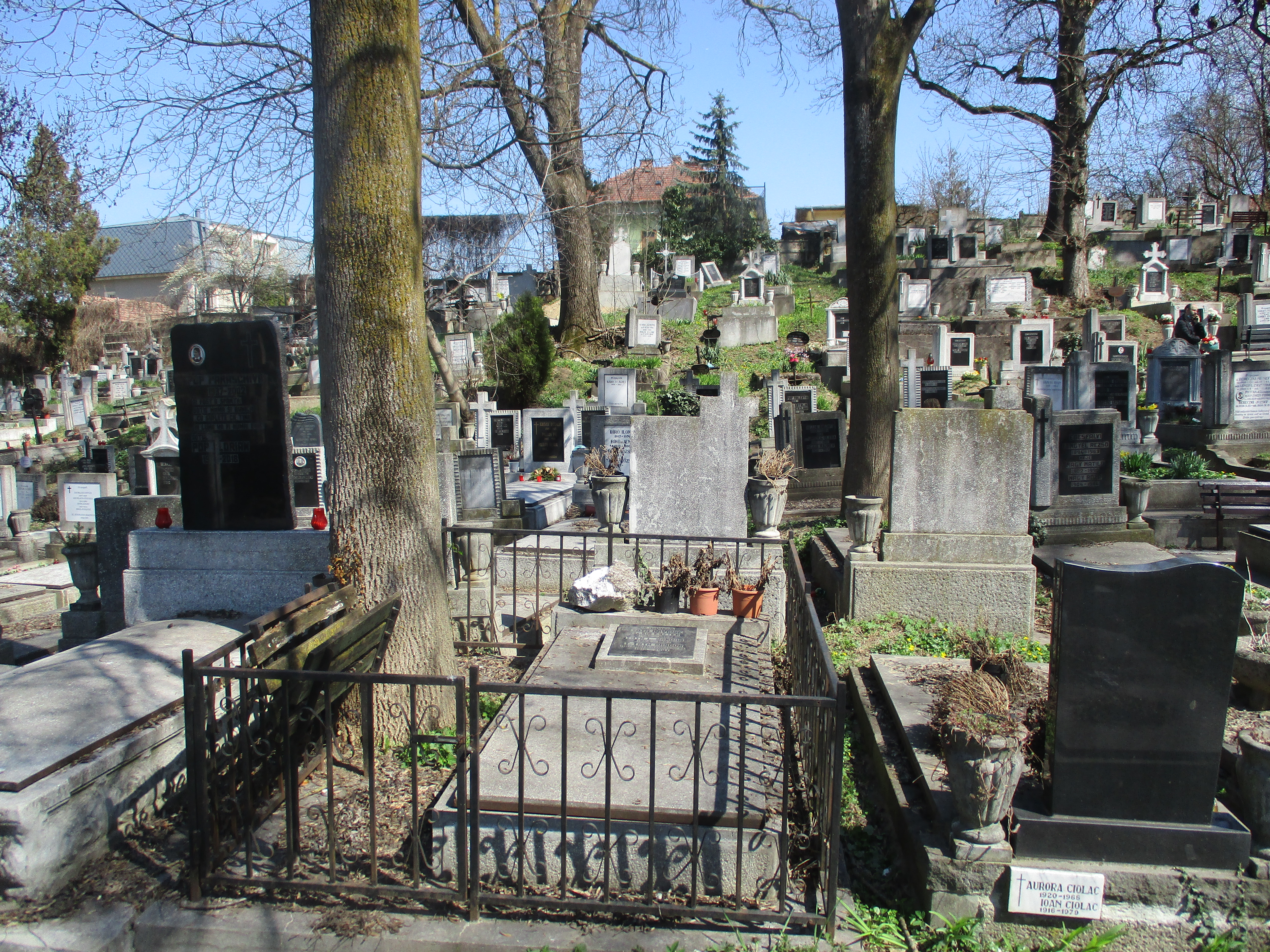
Sírja a Házsongárdi temetőben (III.b. parcella)

T. Tóth Sándor (Torboszló, 1913. március 21. – Kolozsvár, 2007. augusztus 20.) erdélyi magyar matematikatörténész, egyetemi oktató.

## Élete és munkássága
A középiskolát a tordai I. Ferdinánd Líceumban végezte, majd a kolozsvári I. Ferdinánd Egyetemen matematika szakos tanári képesítést szerzett (1935), és a iaşi-i egyetemen tett véglegesítő szakvizsgát (1937). Tanított a sepsiszentgyörgyi Székely Mikó Kollégiumban, a szatmárnémeti Református Kollégiumban, Bánffyhunyadon az ipari líceumban, majd Marosvásárhelyen, a Református Kollégiumban, amelynek az államosítás előtt ő volt az utolsó igazgatója. Az 1949-50-es tanévben Maros megyei matematikai szaktanfelügyelő. 1950-től a Bolyai Tudományegyetemen, 1959 után a Babeș–Bolyai Tudományegyetemen előadótanár (docens), egy akkor bevezetett hagyomány nélküli tantárgy, a matematikatörténet előadója. 1977-ben nyugdíjazták.
A matematika történetével még aktív tanárkodása idején kezdett el foglalkozni. Végigjárta Erdély könyvtárait, levéltárait, és mikrofilmre vette a matematikával kapcsolatos dokumentumokat. Tudománytörténeti munkássága nyugdíjba vonulása után teljesedett ki. Számtalan cikket, tanulmányt közölt különböző folyóiratokban (Matematikai Lapok, Korunk, Művelődés stb.)

## Könyvei
- Tóth Alexandru, Istoria matematicii, Universitatea Babeş–Bolyai, 1971. (litografált jegyzet)
- Tóth Alexandru, Apariţia şi răspândirea cifrelor în Ţările Române, Editura Tehnică, Bucureşti, 1972 (ugyanaz magyarul is: A számok megjelenése és elterjedése a román országokban, Bukarest 1972)
- Tóth Alexandru, Primele manuscrise matematice româneşti din Transilvania, Editura Dacia, Cluj, 1974.
- Szabó Árpád, T. Tóth Sándor, Matematikai műveltségünk keretei. Középkor és reneszánsz, Gondolat Kiadó, Budapest, 1988.
- T. Tóth Sándor, Az erdélyi matematika történetéből, Kriterion Könyvkiadó, Kolozsvár, 2004.

## Válogatás cikkeiből
- Tóth Sándor: Géresi István aritmetikája, Studia Univ. Babeș-Bolyai Mathematica-Physica, 1962/2. pp. 48-60, 1962/3 pp. 74-75.
- T. Tóth Sándor: Nicolae N. Mihăileanu, a matematikus (1912–1998), Művelődés, 59, 1 (2006) pp. 30-31.
- T. Tóth Sándor: Az erdélyi matematika kezdetei, Művelődés, 50, 11 (1997) pp. 36-40.

## Emlékezete
Sírja a kolozsvári Házsongárdi temető III. b. parcellájában van, átellenben Apáczai Csere János sírjával.